# Schwenckfeldina regia
Schwenckfeldina regia är en tvåvingeart som beskrevs av Werner Mohrig 1999. Schwenckfeldina regia ingår i släktet Schwenckfeldina och familjen sorgmyggor. Inga underarter finns listade i Catalogue of Life.